# Johann von Naszvady

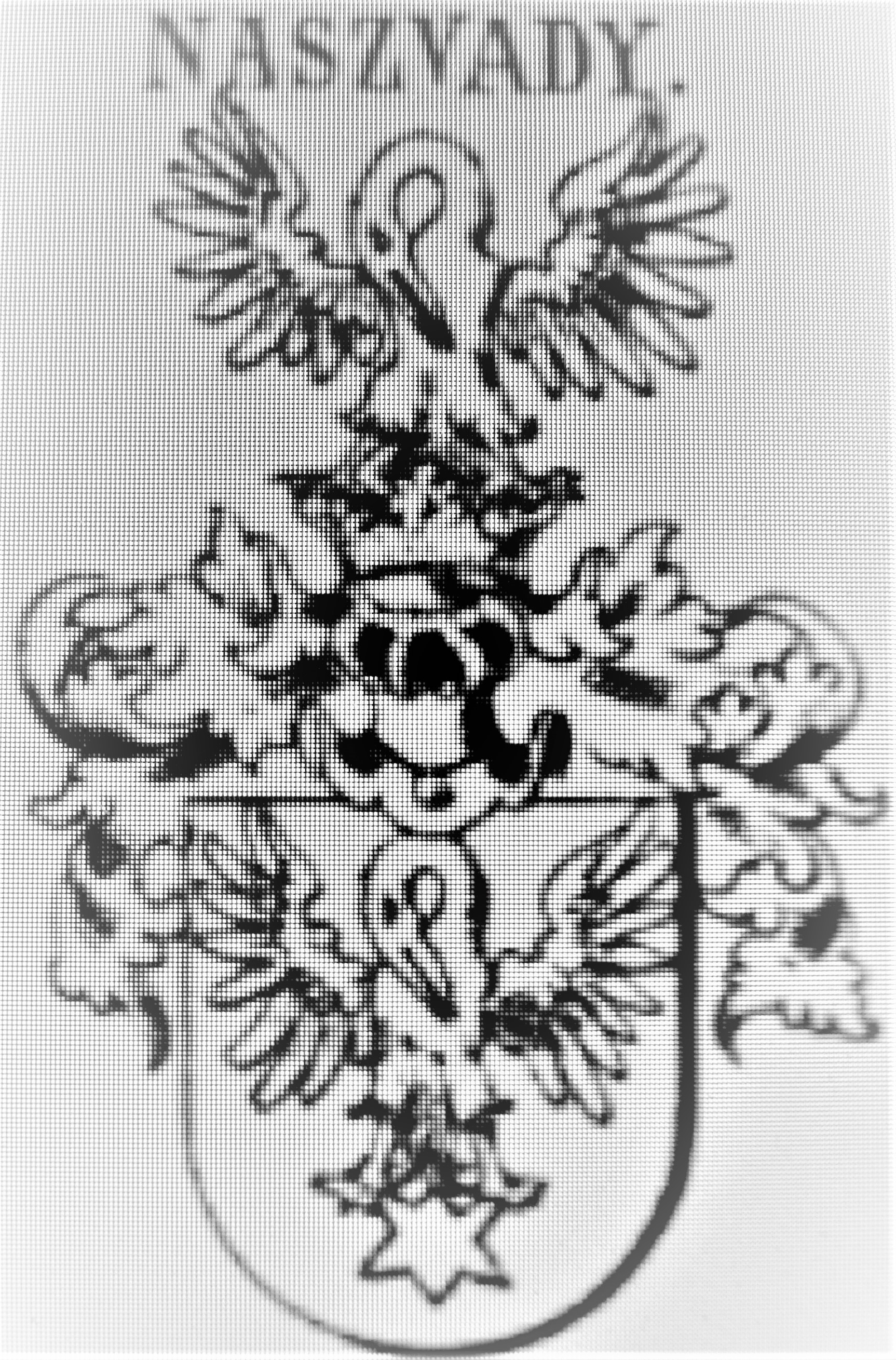
Wappen der Familie Naszvady

Johann von Naszvady war nobilitierter Stuhlrichter (Amtsbezeichnung für den obersten Verwaltungsbeamten und Richter in einem Bezirk) im Komitat Moson, Großgrundbesitzer in Kittsee und Pama. Bei der Erforschung vom Leben und Wirken des „kunstreichen“ Steinmetzmeisters und Richters Elias Hügel aus dem kaysl. Steinbruch am Leythaberg, tritt Johann Naszvady als einer seiner Schwiegersöhne auf. In den Dokumenten der viele Jahre währenden Erbschaftsangelegenheit nimmt er eine zentrale Rolle ein. 

## Heirat in der Pfarrkirche Pama

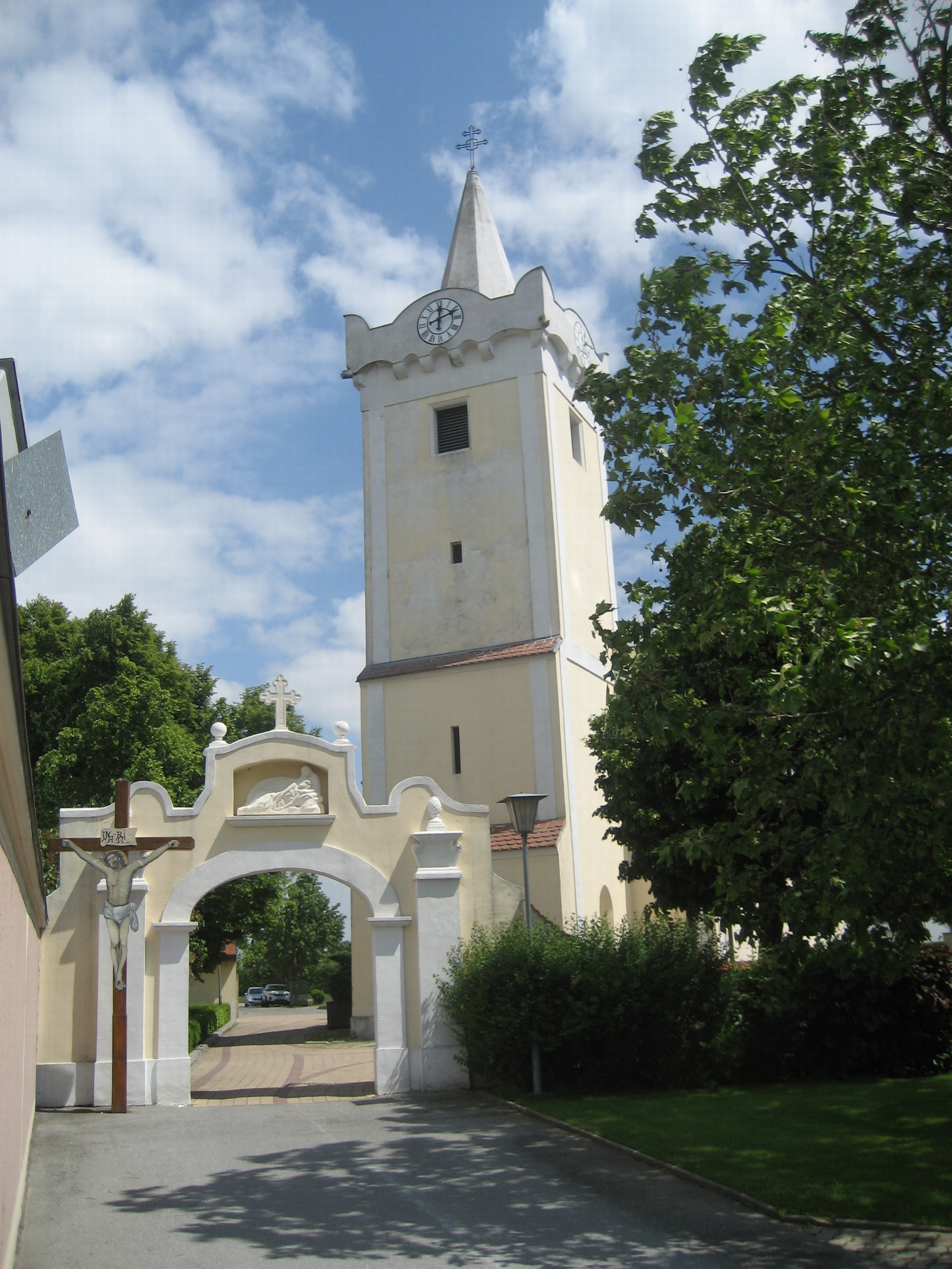
Pfarrkirche zu Pama

Am 16. Juli 1752 wurde der „überaus wohlhabende und hochgeborene Herr Johann von Naszvady, wohl bestellter Stuhl-Richter eines Löblichen Wieselburger Comitats, mit seiner edlen und ehrsamen Braut Anna Catharina Hügelin (* 14. Feber 1738) vermählt.“ Ihre Eltern Elias Hügel, Steinmetzmeister und Richter im Heyligenkreuzer Steinbruch und Catharina, hatten Tochter Anna Catharina „gut“ verheiratet. Zeugen waren Joseph Piazoll, Postmeister und Franz Antoni Cichini, Obersteuereinnehmer, beide von Wimpassing.

## Testament von Elias Hügel aus dem kaysl. Steinbruch
Hügel, Steinmetzmeister aus Kaisersteinbruch, schrieb am 22. Dezember 1754 in seinem Testament unter Achtens:
- „Meinen dreien Kindern als nämlich Catharina, verehelichte Herr Johann Naszvady, Anna Maria und Anna Theresia legiere und verschaffe ich jeder Achttausend Gulden, damit meinen zweien jüngsten Töchtern unter der Vormundschaft ihrer Mutter, und meines lieben Schwiegersohnes, der Herrn Johann Naszvady eines Löbl. Wieselburger Comitates wohlbestellter Stuhl-Richtern, bis ihnen der Allerhöchste eine glückliche Ehe zeige. Im Fall aber eine in ein Kloster gehen möchte, so sollen dem Kloster von ihrem Capital dreytausend Gulden gegeben werden.“

### Codicill oder weitere Disposition
In einem Codizill vom 20. März 1755 verfügte Hügel:
„.. hat auch mein Herr Schwiegersohn Johann Naszvady meiner lieben Ehe-Consortin zweytausend Gulden ... nebst dem 5 pro Cento laufenden Interesse zurück zu bezahlen.“
Johann Stephan Priegelbauer, Graf Mercyscher Wirtschafter zu Prugg an der Leytha als erbetener Zeuge
Johann Baptist Regondi, Mitnachbar und Steinmetzmeister alda, als erbetener Zeuge

### Verlassenschaft
Nach Hügels Tod am 22. August 1755 wird in der Verlassenschaft vom 13. Oktober 1755 festgestellt (nur Johann Naszvady betreffend):
- ohne Vorwissen und Ratification der Herrschaft des Stiftes Heiligenkreuz wurde der Heiraths-Contract mit Herrn Naszvady gemacht, indem solches der Herrschaft gebühret.
- „Herr Johann Naszvady, der im Namen seiner Frau Ehegemahlin erschienen, declariert mit dem Testament in allem zufrieden zu sein, gegen den Codicillo hingegen protestando, könnte derselbe sich zu keiner Rückzahlung denen genannten zweytausend Gulden bequemen.“

#### Bares Geld und verbriefte Schulden
- H„err Johann Naszvady ist schuldig, gegen 5 pro Cento Interesse Nr. 4 .. 600 Gulden.“
- „Frau Catharina, verehelichte Herrn Naszvady empfangen Nr. 1 .. 8.000 Gulden.“
- „ein Revers von Herrn Naszvady vom 21. Mai mittelst welchen Herr Attestant bescheinigt, ihme 6 Obligationen anvertraut zu sein .. 21.500 Gulden.“
- „dann erklärt Herr Naszvady noch ein Obligation zu 4.000 Gulden von Herrn Jerszenak vorhanden zu sein, von welch beiden, in Revers beschriebenen und gegenwärtigen er seine Berufung legen wird.“

„dann hat Herr Johann Naszvady die vermög Codizill der Witwe schuldige 2.000 Gulden zu bezahlen.“
Man hat wahrgenommen, dass der Herrschaft Nachteile sowohl aus dem Testament entstehen könnten, als auch wegen des nicht bezahlten Abfahrtsgeldes. So hat man als notwendig erachtet, die folgende Verordnung den Parteien von der Herrschaft mitzuteilen.

### „Verlaß welcher der Witwe Catharina Hüglin von Seiten der Herrschaft gegeben worden“
- Von den Achttausend Gulden, welche genannter Hügel seiner Tochter Frauen Catharina verehelichte Naszvady zu Pama, unter Nichtbeachtung des Herrschaftsrechts hinausgegeben, gehören nach uraltem Brauch, als Urbario, als Abfahrtsgeld[5] von jedem Gulden 5 Kreuzer von obbenannter Frauen Naszvady 400 Gulden. Die sollen bis 8. November 1755 bei der Herrschaft Königshof erlegt werden.
- Die Witwe als Universalerbin soll den Regress bei ihrer Frau Tochter suchen.
- Hügel hatte laut Testament Herrn Johann Naszvady die Vormundschaft über seine 2 ledigen Töchter Anna Maria und Anna Theresia übergeben und somit der herrschaftlichen Jurisdiction entzogen, somit die Herrschaft selbst die Vormundschaft sich vorbehalten, der es auch von Rechts wegen gebührt.
- Der ohne herrschaftliche Ratification geschlossene Heiraths-Contract zwischen Hügels Tochter Catharina und Herrn Naszvady ist „denen alten herrschaftlichen Rechten zuwider laufend, gänzlich cassiert, vor Null und ungültig gehalten“.
- Die der Witwe Catharina laut Codicill gebührenden Zweytausend Gulden, welche der edle Herr Johann Naszvady besagter Witwe samt Interesse zurück bezahlen soll, wozu sich Selber aber nicht bequemen will. Wenn sie gegen gedachten Herrn Naszvady gerichtlich zu handeln, von gnädiger Herrschaft die Erlaubnis und Vollmacht begehren wird, sie solches erhalten werde.

Die Witwe Catharina Hügelin war im Gegensatz zu ihren beiden verheirateten Töchtern und dem Schwiegersohn Johann Naszvady für die Herrschaft „greifbar“. Daher werden von ihrem Erbe die seinerzeit nicht bezahlten Gebühren – weil außerhalb des Herrschaftsbereiches – erfolgten Heiraten, abgezogen. Laut Codicill von Meister Hügel war Herr Naszvady verpflichtet, 2.000 Gulden an seine Schwiegermutter zurückzuzahlen. Da er das aber nicht will, verweist die Herrschaft Königshof die Witwe Hügelin auch in diesem Fall „auf den Rechtsweg“.

## Witwe Hügelin verheiratet sich wieder
Am 21. Dezember 1755 vermählte sich die „wohledle Frau Catharina“, verwitwete Hügelin mit dem „wohledel geborenen und hochgelehrten Herrn“ Franz Frid, P„hilia et Medicina Doctorem“ von Wien, in der Kaisersteinbrucher Kirche. Aus den vorhandenen Unterlagen könnte man annehmen, dass die Hügelsche Familie durch die Testamentsabwicklung total zerstritten war. Mag sein, bei dieser Heirat sind sie alle vereint, die Herren Schwiegersöhne, Johann von Naszvady als auch Franz Antoni Cichini, treten als Zeugen auf.

## Tag der gerichtlich vorgenommenen Exekution
Herr Valentin Trummer, Stuhlrichter im Comitat Wieselburg (Nachfolger von Naszvady ?) und Martin Staindl, Amtsschreiber zu Königshof bestätigt, dass am 7. Feber 1764 im Heiligenkreuzer Steinbruch eine Verhandlung gegen den wohledelgeborenen Herrn Johann von Naszvady und Herrn Franciscus Antonius von Cichini (Hügels zweiter Schwiegersohn) abgehalten wurde.
„Am 13. November 1765 wurde, nach königlicher Resolution, auf Forderung der Herrschaft Königshof fiscal nachfolgende Execution vorgenommen und verrichtet. ... Weilen aber von der Gegenpartei niemand weder durch sich, noch einen Bevollmächtigen erschienen, also habe ich .. den Rest mit 4.120 Gulden dem Herrn wohledelgeborenen Valentin Trummer, bestverordnetem Stuhlrichter, zu gerichtlichen Handen übergeben.“

## Liste der Steuerpflichtigen in Steinbruch 1768
Der adelige Stuhlrichter im Comitat Moson Johann von Naszvady unterfertigte am 18. November 1768 das Verzeichnis der Steuerpflichtigen in Steinbruch und macht sie dadurch wirksam.
Petrus Zierl Bäckermeister, Johann Gehmacher Steinmetzmeister, Christian Binder herrschaftlicher Jäger zu Königshof, Adam Wittmann Fleischhackermeister, Rosalia Gentnerin Schustermeisters-Witwe, Joseph Stockmayer Steinmetzmeister, Johann Michael Strickner Steinmetzmeister, Catharina Moserin Witwe, Franciscus Abt herrschaftlicher Jäger zu Königshof, Franciscus Winkler Steinmetzmeister, Anna Maria Rummelin Steinmetzgeselle-Witwe, Jacob Margl Schmiedemeister, Johann Pekundt Maurergeselle, Antonius Felber Steinmetzgeselle, Michael Weidbacher Steinmetzgeselle, Adam Paumann Schneidermeister, Adalbert Illinger Webermeister, Leopold Cassar Steinmetzmeister, Joseph Annon Steinmetzgeselle, Anna Maria Kaufhauserin Steinmetzgeselle-Witwe, Apollonia Kaufhauserin Steinmetzgeselle-Witwe, Johann Schád Tuchmacher, Gregor Nagl Webermeister.

## Urbarium von Steinbruch
Am 17. Dezember 1772 wurde das Urbarium von Steinbruch von Stuhlrichter Johann Naszvady aufgerichtet und auch von ihm unterschrieben. Damaliger Richter im Steinbruch war Johann Gehmacher.
Der Text war für sämtliche Gemeinden vorgedruckt mit Raum für handschriftliche Zusätze. Genau werden hier die Abgaben an die Herrschaft beschrieben, vor allem die Besonderheit:
„... die Bewohner können hierorts nur als behauste Personen angesehen werden, nachdem die Inwohner mit keinen eigenen Waldungen sowie Rohrwerk versehen, noch deren eigener Grund von Seiten der Herrschaft auf ihrem Grund selben gestattet werde. Sie sind auch dieselbigen Dienstbarkeit nicht schuldig. Die Weide hierorts betreffend, wird selbe gegen jährlich zu bezahlende 6 Gulden auf der herrschaftlichen Weide nach Willkür ferner gestattet.“
Einteilung in die Kapitel:
- Von Bestimmungen der Ansässigen
- Von Beneficiis deren Untertanen
- Von Robothen und Diensten deren Untertanen
- Von den Gaben und übrigen Anlagen
- Von dem Neuntel[9] und dem Bergrecht
- Von denen Rechten und Gerechtsamen der Grundherrn
- Von denen aufgehobenen und künftig zu vermeidenden Missbräuchen und Excessen
- „Von jenem, so dem Untertan verboten ist, und von denen hierauf gesetzten Strafen“
- „Von jenem, so zur innerlichen Einrichtung gehöret.“